# Caroline Bielskis
Cet article possède un paronyme, voir Bielski.
Caroline Bielskis, née le 8 août 1960 dans le comté de Riverside en Californie, est une actrice, productrice et scénariste américaine.

## Filmographie

### Comme actrice
- 2004 : Monk (série télévisée) : la caissière du magasin
- 2005 : Star Trek: Enterprise (série télévisée) : la femme du Montana Earth
- 2005 : Inner Prison (court métrage) : docteure Carol Remora
- 2005 : Gilmore Girls (série télévisée) : Draguta
- 2006 : Passions (série télévisée) : la femme au Ballpark
- 2006 : Bad Hair Day (court métrage) : Martha
- 2007 : Asparagus (court métrage) : Rebecca
- 2007 : Days of Our Lives (série télévisée) : la femme mystérieuse (la femme en noir) / la mère supérieure
- 2008 : Accidents Happen (court métrage) : madame Bell
- 2009 : Esprits criminels (Criminal Minds) (série télévisée) : madame Seager
- 2009 : Two and a Half Men (série télévisée)
- 2009 : The Juggler (court métrage) : la cougar
- 2012 : Quiet (court métrage) : l'infirmière Lucy
- 2013 : Great First Date (court métrage) : la chanteuse Harmony
- 2013 : Plato's Symposium : Di
- 2013 : Flabbergasted (court métrage) : Mildred
- 2013 : Every Breath (court métrage) : la mère
- 2014 : La La : Beverly McCree
- 2014 : Mind Trap (court métrage) : Karen
- 2015 : Les Feux de l'amour (The Young and the Restless) (série télévisée) : l'infirmière
- 2016 : The Ace (court métrage) : Mrs. Rogers
- 2017 : Gold Rush : Rhonda

### Comme réalisatrice, productrice et scénariste
- 2013 : Great First Date (court métrage)